# Zíngaros (parodistas)
Zíngaros es un conjunto uruguayo de parodistas, ganadores del Carnaval de Uruguay en once oportunidades dentro de su categoría. Es un conjunto fundado en 1994 por Ariel "Pinocho" Sosa.

## Historia
Nacieron en 1994 con el nombre de Teenagers y en 1995 se presentaron con el nombre actual, obteniendo un sorprendente segundo lugar. Luego de dos años sin grandes destaques, se retiraron en 1997.  
En 2002, Ariel "Pinocho" Sosa volvió a presentar el título, manteniéndose ininterrumpidamente hasta la actualidad y transformándose en uno de los conjuntos de parodistas con mayor repercusión en el público. 
Obtuvieron el primer puesto por primera vez en 2003, donde una de las parodias que realizaban era "Los muchachos de antes no usaban gomina". Volvieron a ganar en el 2004. 
En el 2006 no lograron entrar a la liguilla, hecho inédito que no se repitió hasta 2019.
Entre 2008 y 2011 ganaron cuatro títulos consecutivos, algo que no ocurría hacía más de 30 años, marcando así un hito en la historia reciente del parodismo. Los siguientes años tuvieron a la agrupación siempre en la definición, obteniendo tres títulos más en 2014, 2015 y 2018 y quedando en el podio en los demás casos. No obstante, en 2019 tuvieron una de las peores actuaciones de su historia, quedando fuera de la liguilla luego de 13 años.
En 2022 (primer carnaval sin Pinocho Sosa) lograron volver a ganar consiguiendo su título número diez logrando un emotivo homenaje a Pinocho de la mano de su hijo Gastón cómo director.

## Controversias
En febrero de 2016, Zíngaros realizó una parodia sobre la vida de Juana de Ibarbourou, inspirándose en varias fuentes, entre ellas, el libro «Al encuentro de las tres Marías» de Diego Fischer. La agrupación y su letrista, Marcelo Vilariño, fueron demandados por Fisher, quien acusó a Ariel Sosa y Vilariño de escribir el libreto a partir de diálogos y sucesos de su libro, sin obtener ninguna autorización previa. 
Sobre Caso Fischer contra Zíngaros no existen antecedentes de una demanda judicial a una parodia y la celebración de la audiencia de concilación no dio resultados.
En 2019, una jueza falló y le dio la razón al demandante por "violación a la ley de derechos de autor", "reproducción ilícita" de una obra, y "daño moral". El director de los Zíngaros Ariel Sosa y el letrista Marcelo Vilariño deberán pagarle a Fischer para resarcirlo.

## Ficha
| Dirección responsable    | Ariel Sosa, Gastón Sosa |
| Coordinación general     | Yaquelin Urquiza |
| Arreglos corales         | Andés Atay |
| Textos                   | Jorge Medina |
| Puesta en escena         | Jorge Medina, Cynthia Patiño |
| Escenografía             | Darío Sposito |
| Coreografía              | Gustavo "Jean Claude" Pérez |
| Maquillaje               | Viviana García, Elizabeth Galarraga, Yami Acosta y Silvana Vasconcellos |
| Diseño de vestuario      | Agustín Camacho |
| Realización de vestuario | Agustín Camacho, Gerardo Gómez, Viviana García, Elizabeth Galarraga, Silvana Vasconcellos, Rosaura Correa, Beatriz Amarelle, Ana Karina Pintos, (con participación de la hinchada del grupo en la parodia "LA Nona") |
| Accesorios de vestuario  | Agustín Camacho, Viviana García, Elizabeth Galarraga, Rosaura Correa, Beatriz Amarelle |
| Zapatos                  | Carlos Araujo |
| Pistas                   | Martín Rodríguez |
| Kinesiólogo              | Gustavo Feller |

## Posiciones
Posiciones obtenidas en la categoría Parodistas en el Concurso Oficial del Carnaval de Uruguay, desde su ingreso en el año 1994 (como Teenagers), menos entre 1998 y 2001, cuando no participaron. 
| 3º                                                                          | 2º   | 4º   | 4º   | N/P  | 3º   | 1º   | 1º   | 2º   | 5º   | 4º   | 1º   | 1º   |      |      |      |
| 2010                                                                        | 2011 | 2012 | 2013 | 2014 | 2015 | 2016 | 2017 | 2018 | 2019 | 2020 | 2021 | 2022 | 2023 | 2024 | 2025 |
| 1º                                                                          | 1º   | 2º   | 2º   | 1º   | 1º   | 2º   | 3°   | 1º   | 5º   | 3º   | *    | 1º   | 2°   | 1º   | 5º   |
| No accedieron a la liguilla. Obtuvieron el 1.er Premio. *: No hubó carnaval |      |      |      |      |      |      |      |      |      |      |      |      |      |      |      |